# Never Leave Me
Never Leave Me (Nunca me dejes en América Latina y Nunca me abandones en España)  es el noveno episodio de la séptima temporada de la serie de televisión estadounidense Buffy, la cazavampiros.

## Argumento
Spike está en casa de Buffy atado a una silla y sufriendo por la necesidad de sangre. Willow sale a la carnicería a comprarle alimento y se encuentra a Andrew. Lo lleva a casa y también lo atan, esperando interrogarlo. Andrew sigue bajo el control de El Primero, quien le habla en forma de Jonathan.
Buffy alimenta a Spike y tienen una conversación, donde él menciona que no recuerda nada de lo ocurrido antes. Andrew es interrogado por Xander y Anya, y cuando empieza a dar signos de que va a hablar, El Primero hace que Spike atraviese el muro y ataque a Andrew. Buffy impide que Spike mate al chico, y luego lo encadenan en el sótano. Spike no recuerda haber atacado a nadie. Buffy le limpia la sangre de la boca, le dice que lo ha visto cambiar, y que cree en él. Los portadores atacan la casa y Buffy sube a ayudar a sus amigos, pero luego se dan cuenta de que el ataque era una distracción, a quien buscaban en realidad era a Spike. Buffy baja al sótano y ve que se lo han llevado.
En Inglaterra, el Consejo de Vigilantes se está poniendo en marcha para la gran batalla que se avecina. En ese momento vuelan por los aires con una bomba.
Spike despierta atado y con profundos cortes en el cuerpo, los portadores utilizan su sangre para abrir el sello de la boca del infierno, de donde surge el que será el más duro vampiro con el que se ha enfrentado la cazadora, un Turok-han.

## Reparto
- Sarah Michelle Gellar como Buffy Summers.
- Nicholas Brendon como Xander Harris.
- Alyson Hannigan como Willow Rosenberg.
- Emma Caulfield como Anya Jenkins.
- Michelle Trachtenberg como Dawn Summers.
- James Marsters como Spike.

### Recurrentes
- Danny Strong como El Primero/Jonathan Levinson.
- Adam Busch como El Primero/Warren Mears.
- Tom Lenk como Andrew Wells.

### Estrellas Invitadas
- Cynthia LaMontagne como Lydia.
- Oliver Muirhead como Phillip.
- Kris Iyer como Nigel.
- Harris Yulin como Quentin Travers.
- D.B. Woodside como el Director Wood.
- Donald Bishop como Butcher.
- Camden Toy como Übervamp.
- Bobby Brewer como Hoffman.
- Roberto Santos como Grimes.

## Detalles de la Producción